# Valéria Gyenge
Valéria Gyenge, född 3 april 1933 i Budapest, är en ungersk före detta simmare.
Gyenge blev olympisk guldmedaljör på 400 meter frisim vid sommarspelen 1952 i Helsingfors.